# Pavetta filistipulata
Pavetta filistipulata är en måreväxtart som beskrevs av Cornelis Eliza Bertus Bremekamp. Pavetta filistipulata ingår i släktet Pavetta och familjen måreväxter. Inga underarter finns listade i Catalogue of Life.